# 古拉尼語
古拉尼語（Gora dialect、Goranski、Našinski，字面意思是"我們的語言"）是由位於科索沃、阿尔巴尼亚以及馬其頓共和國之間的邊界地區古拉尼人所說的南斯拉夫语支的變種語言。 它是托爾拉庫方言語群的一部分。托爾拉庫方言語群也是東西方南斯拉夫语支之間的過渡語言。

## 註解
1. ↑   科索沃是一個在科索沃共和國與塞爾維亞共和國之間的爭議領土。科索沃已于2008年單方面宣布独立并成立了科索沃共和国，但塞尔维亚仍坚持认为科索沃是其主权领土的一個自治區。联合国193个成员国中有113个已承认科索沃的独立地位。